# Tsopa-tó
A Tsopa-tó (észtül: Tsopa järv, további helyi nevein: Põrmu järv, Kogrejärv) Észtország Võru  megyéjében található tó. A Võru községhez tartozó Navi faluban fekszik, a falutól északkeleti irányban. Területe 2,8 ha.

## Földrajza
A 2,8 hektáros vízfelülettel rendelkező tó partvonala 1060 méter hosszú, szélessége 85 méter, hossza 500 méter.